# Omar Al-Qattan
Omar al-Qattan (àrab: عمر القطان, ʿUmar al-Qaṭṭān; Beirut, 4 de maig de 1964) és un director de cinema palestí kuwaitià i un productor de cinema britànic.

## Primers anys
Al-Qattan va néixer a Beirut, Líban, de pares palestins. El seu pare, Abdel Mohsin al-Qattan, venia de Jaffa, d’on la seva família va fugir amb milers d'altres àrabs com a conseqüència de la guerra araboisraeliana de 1948, convertint-se en refugiats. La seva mare, Leila Miqdadi, originària de Tulkarem, també va fugir de Palestina amb la seva família el 1948. Els pares d'Omar es van conèixer i es van casar a Kuwait, on van començar la seva carrera com a mestres d'escola, abans que Abdel Mohsin s'incorporés al govern kuwaitià com a funcionari. Després va fundar la seva pròpia empresa de construcció. La família es va naturalitzar el 1964 abans de traslladar-se a Beirut el 1975, on Omar va viure fins als onze anys. El 1975, l'esclat de la Guerra Civil Libanesa, va impulsar la família a dispersar-se i Omar va ser enviat a Anglaterra on va assistir a un internat. Després de graduar-se de l'escola secundària l'any 1982, va passar set mesos al Caire estudiant literatura i història àrab i islàmica, després de la qual va obtenir una llicenciatura en llengua i literatura angleses per la Universitat d'Oxford. Després de graduar-se, es va matricular a l'escola de cinema INSAS a Brussel·les.

## Carrera cinematogràfica
El seu primer llargmetratge, Dreams & Silence, va ser un documental estrenat l'any 1991. La pel·lícula mostrava una dona palestina refugiada a Jordània i les seves lluites amb les limitacions religioses i socials que l'envolten en un moment de gran tensió i angoixa com va ser la invasió de Kuwait per part de l'Iraq. El documental va rebre el Premi Joris Ivens i es va emetre a cinc països europeus i Austràlia i una menció especial a la XII edició de la Mostra de València. Aquest mateix any, Al-Qattan es va establir a Londres on va fundar, en col·laboració amb Khleifi, Sourat UK el 1992, que més tard es va convertir en Sindibad Films Ltd el 1993.
L’empresa va produir Tale of the Three Jewels (1995) i Forbidden Marriages in the Holy Land (1996); el primer va ser el primer llargmetratge que es va rodar íntegrament a la Franja de Gaza ocupada per Israel i va rebre premis internacionals després de la seva estrena a la Quinzena dels Directors de Cannes. El segon és un documental. sobre els matrimonis mixts entre jueuss i àrabs a Palestina/Israel. El 1995 també es va estrenar Going Home, un documental sobre Derek Cooper, un veterà britànic del Mandat de Palestina, que es va centrar en el paper central de la memòria i la justícia en el procés de reconciliació i que es va emetre a Channel 4 TV.
El 2000 i el 2001 Al-Qattan també va codirigir Muhammad: Legacy of a Prophet, un documental de dues hores sobre la vida de Mahoma i el seu llegat amb els musulmans als Estats Units. Produïda per Unity Productions Foundation, va ser emesa a la televisió estatunidenca per PBS el 22 de desembre de 2002. La pel·lícula va ser criticada per alguns periodistes de dretes com "massa suau en el tema", però va ser elogiada pel públic dels EUA. públic. L'any 2008, Al-Qattan va produir ZINDEEQ de Khleifi, guanyador del millor llargmetratge al Festival Internacional de Cinema de Dubai de 2009.

## Filmografia
- Je suis...tu es? (1987), 16', director
- La Danse (1988), 19', director
- Conte de l'aveugle et du paralytique (1989), 18', director
- Cantique des Pierres (1990–91), dir: Michel Khleifi, 100', assistent
- L'ordre du jour (1992), dir. Michel Khleifi, coproductor
- Tale of the Three Jewels (1994–95), dir. Michel Khleifi, productor executiu
- Forbidden Marriages in the Holy Land (1995), dir. Michel Khleifi, productor executiu
- Going Home (1996), director i productor
- Jerusalem (1998), director i productor
- Homesick (1999), guionista
- 500 Dunam on the Moon, dir: Rachel Leah Jones, coproductor
- Amal, My Star (2000), productor
- Muhammad: Legacy of a Prophet (2000–02), codirector juntament amb Michael Schwarz
- Midwest/Midwest Field (2002), productor
- Diary of an Art Competition (Under Occupation) (2002), director, productor i càmera
- Route 181. Fragments of a Journey to Palestine and Israel (2003–04),[4] dir. Michel Khleifi i Eyal Sivan, coproductor